# Liga Leumit 1958-1959 (pallacanestro)
La Liga Leumit 1958-1959 è stata la 5ª edizione del massimo campionato israeliano di pallacanestro maschile. La vittoria finale è stata ad appannaggio del Maccabi Tel Aviv.

## Regular season
|  |     | Squadra               | G  | V  | P  | PF   | PS   | PF/PS | Pt | Qualificazione            |
|  | --- | --------------------- | -- | -- | -- | ---- | ---- | ----- | -- | ------------------------- |
|  | 1.  | Maccabi Tel Aviv      | 22 | 20 | 2  | 1423 | 1071 | +352  | 42 |                           |
|  | 2.  | Hapoel Tel Aviv       | 22 | 18 | 4  | 1465 | 1178 | +287  | 40 |                           |
|  | 3.  | Hapoel Haifa          | 22 | 17 | 5  | 1535 | 1310 | +225  | 39 |                           |
|  | 4.  | H. Mishmar HaEmek     | 22 | 15 | 7  | 1352 | 1218 | +134  | 37 |                           |
|  | 5.  | Hapoel Holon          | 22 | 14 | 8  | 1404 | 1334 | +70   | 36 |                           |
|  | 6.  | Hapoel Gerusalemme    | 22 | 9  | 13 | 1321 | 1427 | -106  | 31 |                           |
|  | 7.  | Maccabi K. Motzkin    | 22 | 8  | 14 | 1205 | 1304 | -99   | 30 |                           |
|  | 8.  | Mac. Darom Tel Aviv   | 22 | 7  | 15 | 1108 | 1211 | -103  | 28 |                           |
|  | 9.  | Maccabi Gerusalemme   | 22 | 9  | 13 | 1328 | 1368 | -40   | 28 |                           |
|  | 10. | Hapoel Ashdot Ya'akov | 22 | 6  | 16 | 1145 | 1375 | -230  | 28 |                           |
|  | 11. | Hapoel Giv'at Brenner | 22 | 5  | 17 | 1455 | 1620 | -165  | 27 | retrocesse in Liga Artzit |
|  | 12. | Maccabi Haifa         | 22 | 4  | 18 | 1087 | 1412 | -325  | 25 | retrocesse in Liga Artzit |

## Squadra vincitrice
|    | Naz.                                           | Ruolo | Sportivo           | Anno | Alt. |  |  |
| -- | ---------------------------------------------- | ----- | ------------------ | ---- | ---- |  |  |
| 1  | Israele (bandiera)                             | AG    | Abraham Hassid     | 1935 | 187  |  |  |
| 2  | Israele (bandiera)                             | AC    | Abraham Shneior    | 1928 | 186  |  |  |
| 3  | Israele (bandiera)                             |       | Aaron Kaplan       |      |      |  |  |
| 4  | Israele (bandiera)                             | G     | David Frish        | 1935 | 187  |  |  |
| 5  | Israele (bandiera)                             | G     | Zohar Cohen        | 1934 | 177  |  |  |
| 6  | Israele (bandiera)                             | A     | Jacob Edelist      | 1937 | 190  |  |  |
| 7  | Israele (bandiera)                             |       | Jacob Milshtein    |      |      |  |  |
| 8  | Israele (bandiera)                             | G     | Itzhak Amar        | 1935 | 186  |  |  |
| 9  | Israele (bandiera)                             | A     | Moshe Golovey      | 1936 | 188  |  |  |
| 10 | Israele (bandiera)                             |       | Friburgo           |      |      |  |  |
| 11 | Israele (bandiera)                             |       | Zweig              |      |      |  |  |
| 12 | Germania Ovest (bandiera) · Israele (bandiera) | PG    | Ralph Klein        | 1931 | 186  |  |  |
| 13 | Israele (bandiera)                             | AP    | Shabtai Ben-Bassat | 1940 | 187  |  |  |
| 14 | Israele (bandiera)                             | C     | Tanhum Cohen-Mintz | 1939 | 204  |  |  |
|    | Israele (bandiera)                             | ALL   | Yehoshua Rozin     |      |      |  |  |